# جورج ویمپی
جورج ویمپی (انگلیسی: George Wimpey) شرکت املاک و مستغلات بریتانیایی است، که در سال ۱۸۸۰ تأسیس شد.